# Runcu, Bacău
Runcu este o localitate componentă a orașului Buhuși din județul Bacău, Moldova, România.

## Istorie

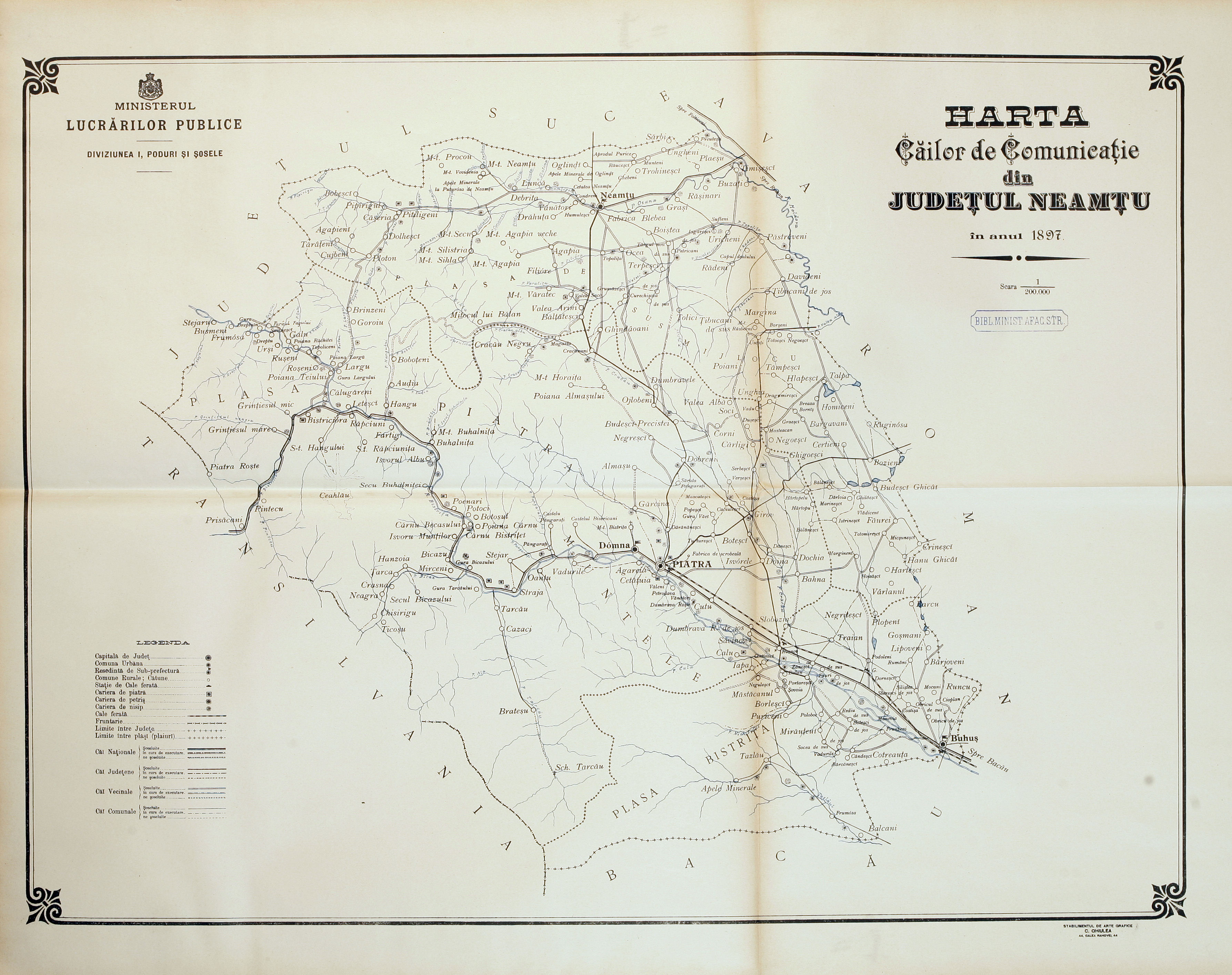
Județul Neamț în Atlasul Căilor de Comunicații (1897). Se pot identifica Runcu și Ciolpan în partea inferioară, în dreapta.

Anuarul Socec din 1925-1926 menționează că din comuna urbană Buhuși, plasa Buhuși, județul Neamț, făceau parte satele „Bodeștii și Marginea cu cătununele: Schitu Runc și Runc”.
La Recensământul din 1930 localitățile Pârâu-Runcu și Schitu-Runcu erau menționate ca suburbii ale orașului Buhuși, fiind menționată unirea acestora pentru a forma suburbia Runcu la Recensământul din 1941.
În 1939, după asasinarea lui Armand Călinescu, prim-ministrul României din acea perioadă, în cadrul asasinatelor din 21/22 septembrie 1939, au fost executați fără judecată, la intresecția drumurilor dintre Mănăstirea Ciolpani și Mănăstirea Runc, trei membri ai mișcării legionare din Buhuși, reprezentând lotul Neamț. 
Cele trei persoane au fost: Vasile Avădanei, Nicolae Mălinici și Vasile Puiu. 
Cadavrele au fost expuse mai multe zile sub cerul liber pentru a fi văzute de către localnici, fiind aduși organizat și muncitori de la fabrica textilă și școlari, cu scopul de avertizare.
Pe locul în unde s-au desfășurat execuțiile s-a ridicat o cruce în semn de comemorare.
După organizarea teritorial-administrativă din 1950, Runcu a aparținut Raionului Buhuși, Regiunea Bacău, iar după cea din 1968, de orașul Buhuși, care a trecut la județul Bacău.
Tot la reforma teritorial-administrativă din 1968, satul Ciolpani a fost contopit în satul Runcu.

## Obiective turistice
- Mănăstirea Runc
- Mănăstirea Ciolpani
- Biserica de lemn din Ciolpani